# Chaîne Côtière
Pour les articles homonymes, voir côtière (homonymie).

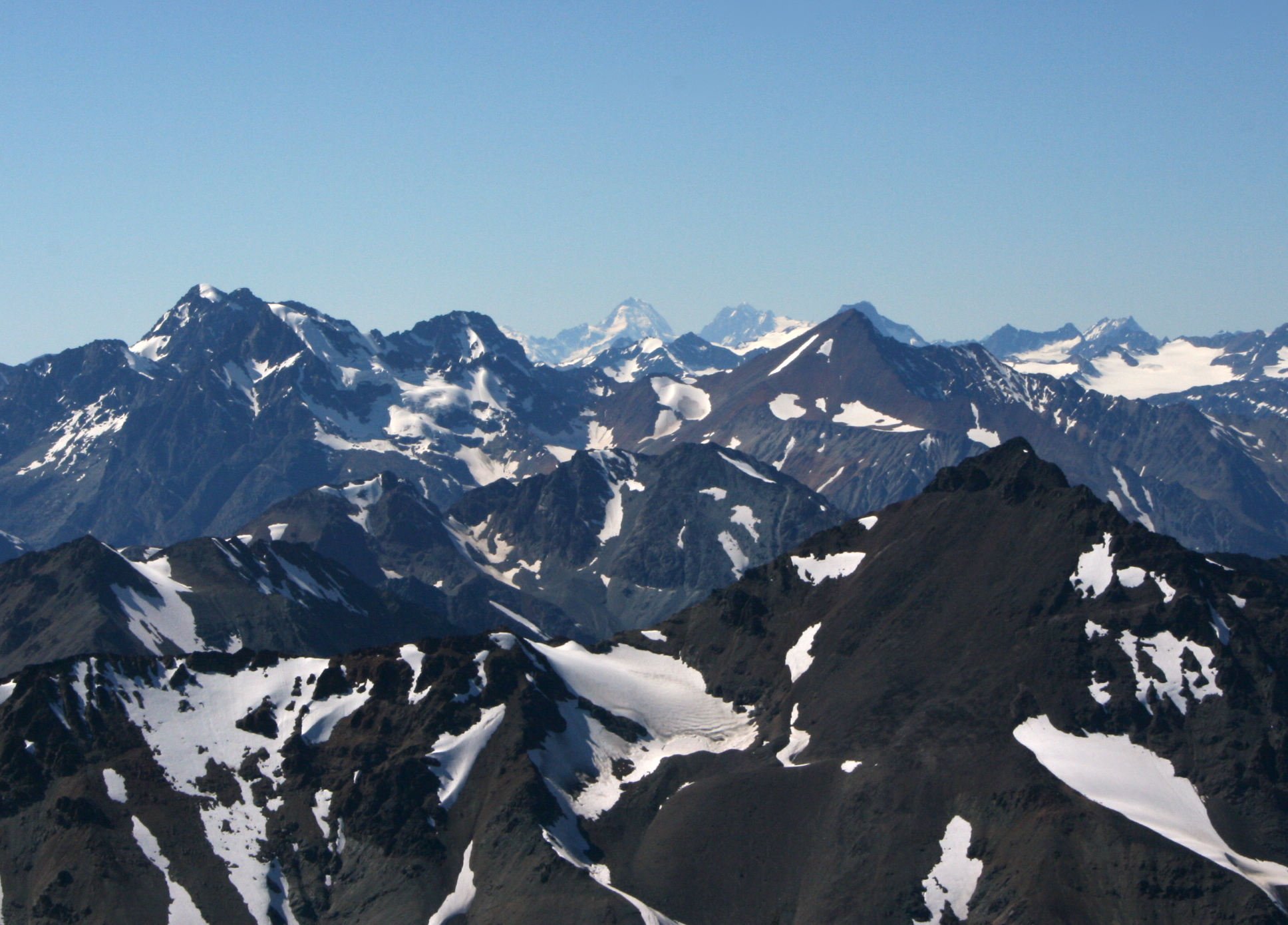
La chaîne Côtière (Coast Mountains). Le plus haut sommet, le mont Waddington, est situé au centre en arrière-plan.

La chaîne Côtière, (en anglais : Coast Mountains ou officieusement en anglais : Coast Range) est une vaste chaîne de montagnes qui s'étend à travers la Colombie-Britannique et le Yukon au Canada, et l'Alaska Panhandle aux États-Unis, dans la continuité des chaînes côtières du Pacifique aux États-Unis. Son plus haut sommet est le mont Waddington.

## Toponyme
Le toponyme Coast Mountains a été officiellement adopté dans le 4e rapport du Geographic Board of Canada le 30 juin 1902.
Il a été identifié officiellement, ainsi que son équivalent français « Chaîne Côtière », comme nom d'intérêt pancanadien le 23 novembre 1983.

## Géographie

### Situation et dimensions
La chaîne Côtière s'étend sur plus de 1 600 kilomètres le long de la côte Pacifique, à l'ouest de la Colombie-Britannique, depuis le fleuve Fraser, à proximité de Vancouver, au sud, jusqu'à la bande côtière de l'Alaska (Alaska Panhandle) et le Yukon au nord. Sa largeur est de 200 à 300 kilomètres.

### Géologie
La chaîne Côtière fait partie des chaînes côtières du Pacifique (ou cordillère du Pacifique), une série de montagnes qui s'étirent le long de la côte occidentale de l'Amérique du Nord, depuis l'Alaska jusqu'au Mexique. Elle s'est formée il y a 45 millions d'années par collision entre des morceaux de croûte terrestre, elle a surgi de l'océan de façon abrupte et est découpée de fjords profonds sculptés par la glaciation.

### Climat et écosystème
La chaîne Côtière a un impact important sur le climat de la Colombie-Britannique en forçant l'air humide de l'océan Pacifique à s'élever pour retomber en précipitations sur les forêts luxuriantes de ses pentes occidentales. Cela occasionne, sur certaines parties de la côte, les pluies les plus importantes de l'Amérique du Nord.
Les pentes orientées vers l'est sont plus douces que les pentes occidentales et elles ont un climat plus sec.

## Randonnée
Les pistes de la Graisse sont un réseau de pistes qui permettent de traverser à pied ou à cheval la chaîne Côtière. Elles étaient utilisées par les Nord-Amérindiens pendant des millénaires pour le commerce de la graisse du poisson eulakane, puis par les colons notamment lors de la ruée vers l'or. Ces pistes sont aujourd'hui des sentiers de grandes randonnées parfois classées comme patrimoine national.